# ديفيد ستيفنز (كاتب)
ديفيد ستيفنز (بالإنجليزية: David Stevens)‏ هو كاتب سيناريو ومخرج بريطاني، ولد في 22 ديسمبر 1940 في طبريا في فلسطين، وتوفي في 17 يوليو 2018 في وانغاري في نيوزيلندا.

## وصلات خارجية
- ديفيد ستيفنز على موقع IMDb (الإنجليزية)
- ديفيد ستيفنز على موقع ألو سيني (الفرنسية)
- ديفيد ستيفنز على موقع أول موفي (الإنجليزية)
- ديفيد ستيفنز على موقع قاعدة بيانات الأفلام السويدية (السويدية)
- ديفيد ستيفنز على موقع قاعدة بيانات الفيلم (الإنجليزية)
- ديفيد ستيفنز على موقع كينوبويسك (الروسية)